# Chimarra shanorum
Chimarra shanorum är en nattsländeart som beskrevs av Chantaramongkol och Malicky 1989. Chimarra shanorum ingår i släktet Chimarra och familjen stengömmenattsländor. Inga underarter finns listade i Catalogue of Life.